# Vụ phát tán video "Vàng Anh"
Vụ phát tán video "Vàng Anh", hay còn gọi Vụ chia sẻ clip sex "Vàng Anh", là một vụ phát tán video ghi lại cảnh quan hệ tình dục giữa nữ ca sĩ, diễn viên người Việt Nam Hoàng Thùy Linh và bạn trai cũ của cô Vũ Hoàng Việt (Việt Dart).
Tại thời điểm xảy ra vụ việc, bê bối đã gây ảnh hưởng nặng nề tới các bên liên quan, bao gồm phim truyền hình mà Thùy Linh tham gia lúc đó là Nhật ký Vàng Anh và cả đơn vị sản xuất bộ phim là Trung tâm Phim truyền hình Việt Nam, Đài Truyền hình Việt Nam. Đồng thời, đây cũng là sự việc gây tranh cãi lớn trong dư luận bởi tính chất nghiêm trọng của vấn đề, khi diễn viên của một chương trình giáo dục vị thành niên có hành vi được cho là gây ảnh hưởng lớn đến tâm lý của đại đa số đối tượng khán giả theo dõi. Bốn người có liên quan đến vụ việc do phát tán bản đầy đủ của video trên đã bị bắt tạm giam và đưa ra xét xử, với mức án nặng nhất là 30 tháng tù treo. Vụ phát tán được coi là một sự kiện mang tính tiêu cực trong xã hội Việt Nam đương thời.

## Phát tán
Trước thời điểm sự việc xảy ra, Hoàng Thùy Linh được biết đến rộng rãi với vai chính Vàng Anh trong phần 2 của phim truyền hình tương tác Nhật ký Vàng Anh và là ngôi sao "mới nổi". Cô từng có quan hệ tình cảm với Việt Dart từ năm 2005; tuy nhiên không lâu sau, mối quan hệ của hai người sớm đi đến kết thúc và Việt du học sang Mỹ.
Từ đêm ngày 11 tháng 10 năm 2007, một đoạn clip dài 5 phút ghi lại cảnh quan hệ tình dục giữa đôi nam nữ bị phát tán lên mạng. Nhiều người xác nhận rằng hai nhân vật trong đoạn clip trên chính là Hoàng Thùy Linh và Việt Dart, bạn trai cũ của cô. Trước đó, đã có tin nhắn đe dọa gửi tới Thùy Linh, mà dư luận đoán rằng đây là hành vi tống tiền. Một video đầy đủ dài 16 phút không tiếng sau đó tiếp tục được đăng tải vào tối ngày 15, rạng sáng 16 tháng 10. Sau sự xuất hiện của những đoạn clip trên, nhiều người đã nhanh chóng lưu lại rồi bán ra thị trường, đồng thời phát tán tràn lan trên các diễn đàn, mạng xã hội.
Khi sự việc nhanh chóng leo thang thành một vụ tranh cãi lớn trong dư luận, đơn vị chịu trách nhiệm sản xuất Nhật ký Vàng Anh, Trung tâm Phim truyền hình Việt Nam, đã cho biết việc tạm ngừng ghi hình các tập tiếp theo theo chỉ đạo từ phía nhà đài. Đến ngày 14 tháng 10, Đài Truyền hình Việt Nam chính thức quyết định dừng phát sóng Nhật ký Vàng Anh vô thời hạn. Có tin đồn rằng sau khi bê bối xảy ra, nữ diễn viên vì quá áp lực nên đã tự tử, tuy nhiên điều này sau đó bị bác bỏ. Vào 22:00 ngày 15 tháng 10 năm 2007 theo giờ địa phương, chương trình Chia tay Vàng Anh dài 15 phút được phát sóng, trong đó Hoàng Thùy Linh cho biết cô đã phải chịu đựng rất nhiều kể từ vụ bê bối và rằng bản thân luôn "khép kín trong một cái vỏ bọc không hề muốn bởi hàng ngày, hàng giờ, thậm chí từng giây phút cô luôn bị 'tấn công', chà đạp và xúc phạm".

## Điều tra
Ngay khi bản video đầy đủ dài 16 phút phát tán, phía phòng Cảnh sát điều tra tội phạm về trật tự xã hội (PC14) của Công an thành phố Hà Nội đã nhanh chóng tham gia vào công tác điều tra nhằm tìm và xác định những người ban đầu lan truyền video. Khoảng 20 người được cho là liên quan vụ việc sau đó được triệu tập để lấy lời khai và thông tin. Các lãnh đạo của phòng PC14 cho biết "Cơ quan điều tra chỉ vào cuộc khi có đơn của bị hại, trong trường hợp này thì chưa". Chính vì thế, các đối tượng bị gọi hỏi đều mang tính chủ quan.
Sau năm ngày tìm hiểu và xác minh, đã có kết luận bước đầu rằng đoạn clip 5 phút được tách ra từ video dài 16 phút. Video dài 16 phút do khi đăng tải phần mềm không tương thích nên đã bị mất tiếng. Với đoạn clip 5 phút bị cắt ra, phía cảnh sát nghi vấn Trần Thanh Hiền là người biên tập và phát tán nhưng chưa thể tìm ra bằng chứng xác thực. Bản có tiếng của video dài 16 phút sau đó đã bị thu hồi lại. Cũng sau khi triệu tập các bên liên quan đến vụ việc để lấy lời khai và sàng lọc thông tin, 14 đối tượng được cho là truyền tay và phát tán video dài 16 phút đã xác định. Hầu hết các nhân vật tham gia đều là sinh viên của các trường đại học trong nước và quốc tế, cụ thể:
1. Tạ Quang Phú (sinh năm 1986): người cùng làm biên tập với Nguyễn Xuân Hiển (sinh năm 1986) và vô tình phát hiện ra đoạn video trong máy tính mà Hiển mượn từ Việt, sau đó đã bí mật sao chép sang máy mình;
2. Phạm Trung Đức (sinh năm 1986): người được Phú sao chép một bản sang máy mình;
3. Nguyễn Thị Hải Yến (sinh năm 1985): người được Phú sao chép một bản sang máy mình, sau đó đã đem đến và sao chép video cho các nhân viên tại cửa hàng điện thoại di động;
4. Vũ Kim Huệ (sinh năm 1985): nhân viên của cửa hàng điện thoại di động, người đã xem và sao chép video vào máy mình;
5. Trần Mạnh Hùng (sinh năm 1987): nhân viên của cửa hàng điện thoại di động, người đã xem và sao chép video vào máy mình;
6. Nguyễn Bá Linh (sinh năm 1987): nhân viên kỹ thuật của cửa hàng điện thoại di động, người đã xem và sao chép video vào máy mình, sau đó tiếp tục sao chép thêm một bản sang đầu đọc thẻ nhớ cho Đào Mạnh Hùng;
7. Đào Mạnh Hùng (sinh năm 1987): người chuyển tên file thành "SV - A0030 - new. avi" và lồng dòng chữ "Mr khec khec" lên phía bên trái đoạn phim rồi lưu vào máy tính;
8. Trần Thanh Hiền (sinh năm 1988): người xem và lưu video vào máy mình, được cho là đã biên tập và phát tán đoạn clip 5 phút nhưng chưa có bằng chứng xác thực;
9. Kim Thành Trung (sinh năm 1988): em trai Trần Mạnh Hùng, người đã xem và sao chép một bản sang cho Nguyễn Thị Hải Hà;
10. Nguyễn Thị Hải Hà (sinh năm 1988): người nhận được bản sao của video và sau đó gửi cho Vũ Thị Thùy Linh cùng một người bạn khác;
11. Vũ Thị Thùy Linh (sinh năm 1986): người nhận được bản sao của video từ Hà, sau đó đã dùng WinRAR để nén hai tệp video nhằm giảm dung lượng, lấy tên là "Linhbatkhuat1.rar" và "Linhbatkhuat2.rar", sau đó gửi cho Nguyễn Hữu Tài, Nguyễn Thu Linh, Võ Thanh Hiệp và phát tán lên mạng;
12. Nguyễn Hữu Tài (sinh năm 1982): người nhận được bản sao video từ Thùy Linh và biên tập lại, đồng thời đính dòng chữ loveyahu.com lên màn hình, sau đó gửi lại cho Thùy Linh, Thu Linh, Thanh Hiệp và phát tán lần lượt lên ba trang web "loveyahu.com", "Rapidshare.com", "198x.cc";
13. Nguyễn Thu Linh (sinh năm 1988): người nhận được bản sao của video từ Thùy Linh và Tài, sau đó đã phát tán lên mạng;
14. Võ Thanh Hiệp (sinh năm 1984): người nhận được bản sao của video từ Thùy Linh và Tài, sau đó đã phát tán lên mạng.

Chủ quản của trang web đầu tiên phát tán video "loveyahu.com", Nguyễn Hữu Tài, lúc đó còn đang là cộng tác viên kênh VTV6, được cho là có quen biết từ trước với Việt Dart. Nạn nhân của vụ việc, Việt Dart, cũng bị coi là đối tượng tình nghi chính: vào ngày 5 tháng 7, khoảng hơn ba tháng trước đó, Việt đã dẫn Hoàng Thùy Linh về nhà và cả hai có quan hệ tình dục với nhau. Chính anh là người chủ động ghi lại quá trình này và lưu video vào máy tính của mình mà không xóa đi. Ngoài ra, trong đoạn clip 5 phút có tiếng, Việt đã nói "Đưa lên web nhé". Nhiều người cho rằng anh chính là người phát tán video một cách có chủ ý thông qua các bên trung gian, nhưng số khác lại suy đoán lý do thực sự cho việc phát tán video là vì trước đó giữa Nguyễn Hữu Tài và Việt Dart từng có xích mích riêng, dẫn tới việc "bị kích động" mà Tài sau đó đã đăng tải video lên. Mối quan hệ cha con giữa Vũ Hoàng Việt và một cán bộ cấp phòng của Công an thành phố Hà Nội cũng được cho là nguyên nhân chính "gây sức ép" lên công tác điều tra, tuy nhiên Giám đốc Công an thành phố Hà Nội, Thiếu tướng Nguyễn Đức Nhanh, sau đó đã phủ nhận điều này. Các chuyên gia mạng, trong đó có ông Nguyễn Tử Quảng, Giám đốc Trung tâm An ninh mạng, nghi ngờ bản video 16 phút có thể được phát tán đầu tiên từ nước ngoài, dù vậy quan điểm này vẫn chưa thể tìm ra chứng cứ rõ ràng để xác minh.

## Khởi tố và xét xử
Trong hai ngày 23 và 24 tháng 10 cùng năm, phòng PC14 đã trưng cầu Hội đồng Giám định văn hóa phẩm Hà Nội giám định các clip này và nhận được kết luận cho thấy cả hai bản 5 phút và 16 phút đều mang tính chất đồi trụy. Đến ngày 25 tháng 10, Viện kiểm sát nhân dân thành phố Hà Nội phê chuẩn quyết định khởi tố bị can và bắt tạm giam của Công an thành phố Hà Nội với bốn người có liên quan đến vụ việc do phát tán bản video 16 phút bao gồm Nguyễn Hữu Tài, Võ Thanh Hiệp, Nguyễn Thu Linh và Vũ Thị Thùy Linh. Ngay sau cuộc họp báo để thông báo về quyết định, Cơ quan Cảnh sát điều tra đã tiến hành khám xét nơi ở của bốn nghi phạm; trước đó, trong lần khám xét 14 đối tượng có liên quan đến vụ việc, công an thu giữ được 9 đầu máy tính bàn, 5 máy tính xách tay và 1 thẻ nhớ điện thoại vẫn còn lưu giữ một trong hai đoạn clip. Mười ngày sau khi bị tạm giam, bốn nghi phạm trên đã được cho tại ngoại. Ngày 7 tháng 11 năm 2007, phía điều tra công bố danh tính của người đầu tiên phát tán clip 5 phút lên mạng là Tạ Đình Mạnh (sinh năm 1990), theo đó bản thân cậu nhận bản sao của đoạn clip từ một người bạn gửi đến và phát tán lên trang loveyahu.com qua tài khoản ẩn danh "giaosutinhduchoc". Hồ sơ vụ việc sau đó được gửi về cho phía chính quyền địa phương Hải Phòng (nơi ở của Mạnh) để giải quyết riêng.
Vào sáng ngày 9 tháng 6 năm 2008, bốn bị cáo là những người trực tiếp tham gia phát tán video sex của Hoàng Thùy Linh đã bị xét xử tại Tòa án nhân dân Hà Nội với tội danh "truyền bá văn hóa phẩm đồi trụy". Trước đó ba ngày, Tòa cho biết vụ việc sẽ được xử kín do người có trong clip yêu cầu. Hai nhân vật chính video là Hoàng Thùy Linh và Vũ Hoàng Việt đều không phải tới dự phiên tòa vì trong quá trình điều tra chưa làm rõ được việc liệu một trong hai người có chủ động lan truyền nó hay không.
Mức án cho các bị cáo sau đó đã được công bố, trong đó cao nhất là Nguyễn Hữu Tài (người trực tiếp xử lý, phát tán bản video dài 16 phút và cho duyệt đăng đoạn clip 5 phút lên trang web loveyahu.com do mình quản lý) với 30 tháng tù treo, thời gian thử thách 59 tháng 10 ngày. Võ Thanh Hiệp và Vũ Thị Thùy Linh cùng nhận mức án phạt 24 tháng tù treo, thời gian thử thách 47 tháng 10 ngày; Nguyễn Thu Linh bị tuyên phạt 20 tháng tù treo, thời gian thử thách 39 tháng 10 ngày. Đồng thời, các vật chứng mà công an thu được cũng sẽ sung công quỹ nhà nước.

## Phản ứng

### Dư luận
Sau khi bê bối clip sex Vàng Anh nổ ra, dư luận đã có những phản ứng trái chiều về sự việc. Một bộ phận khán giả, số nhiều là phụ huynh có con theo dõi bộ phim, đều chỉ trích Thùy Linh vì có hành vi quan hệ tình dục trước hôn nhân với bạn trai. Họ đồng thời đánh giá vụ việc mang tính chất nghiêm trọng và gây ảnh hưởng lớn đến tâm lý của đối tượng khán giả chủ yếu theo dõi Nhật ký Vàng Anh. Tuy nhiên, số khác lại bảo vệ cô, cho rằng video trên là thứ cá nhân và riêng tư vì vậy việc bị lộ ra ra ngoài chỉ là sự cố ngoài ý muốn; ngoài ra cũng kêu gọi người dùng mạng và báo chí ngừng chia sẻ video và đưa tin về sự việc – điều có thể gây ảnh hưởng đến tâm lý của nữ diễn viên.
Đáng chú ý, tại thời điểm Chia tay Vàng Anh phát sóng, khán giả đã lên án chương trình vì người liên quan trực tiếp đến bê bối, Hoàng Thùy Linh, không chân thành nhận lỗi với công chúng mà chỉ khóc suốt thời gian lên sóng và xin lỗi gia đình, bạn bè, các nhân viên nhà đài; một số diễn viên trong chương trình đã "quy kết" người xem là những người "giết chết" nhân vật. Đáp lại động thái trên, nhiều người bày tỏ thái độ "phản cảm" và tạo các clip nhại lại nhằm chế giễu. Những ý kiến khác phản đối sự tồn tại của chương trình vì cho rằng sẽ khiến bê bối lan rộng hơn. Báo Công an nhân dân đã ra một bài thu thập ý kiến từ độc giả về Chia tay Vàng Anh, với đa số nhận định chương trình chỉ là một buổi chia tay qua loa, mang tính hình thức và không đồng tình quan điểm của chương trình khi cho rằng chính khán giả "giết" Vàng Anh.

### Truyền thông
Bài viết của VnExpress đăng ngày 15 tháng 10 đã nhận xét về vụ việc một cách "vừa đáng thương vừa đáng giận" đối với nữ diễn viên. Theo đó, cô đáng giận là bởi lối sống nông nổi, thiếu suy nghĩ của mình đã dẫn đến hậu quả đáng tiếc, nhưng đồng thời rất đáng thương vì Hoàng Thùy Linh là nạn nhân bị ảnh hưởng nhiều nhất cả về mặt tâm lý lẫn vật chất khi video bị phát tán. Cũng trả lời với tờ báo này, đại biểu quốc hội Dương Trung Quốc nhìn nhận vụ việc là "cảnh báo về quan hệ tình dục sớm và an toàn giới tính" trong giới trẻ, khi tình dục thời điểm đó vẫn là chủ đề cấm kỵ nên họ đã tìm đến không gian "ảo" để thỏa mãn.
Trong một bài báo của Người lao động phát hành vào ngày 3 tháng 11 năm 2007, Tận cùng sự thật của vụ án "Vàng Anh" ?, nhóm tác giả đã đặt dấu hỏi về công tác điều tra của Công an thành phố Hà Nội khi việc lộ video từ máy tính của Việt Dart thì chính anh mới phải là nghi can số một của vụ án, đồng thời tiết lộ Việt trước đó từng là một tay chơi "khét tiếng", có bố là thượng tá chánh văn phòng cảnh sát điều tra, đơn vị chính điều tra vụ việc này và kêu gọi một sự thật nhằm phơi bày bản chất của vụ án.
Đài Á Châu Tự Do đã viết một bài vào ngày 23 tháng 10 năm 2007, tổng hợp quan điểm của những trẻ vị thành niên – đối tượng chính theo dõi Nhật ký Vàng Anh – qua đó cho thấy đa số đều đánh giá bộ phim gần gũi đời thường, đồng thời nhất trí việc Hoàng Thùy Linh chỉ là nạn nhân của vụ việc và cần lên án những người đã phát tán video. Song, họ vẫn dành một phần khắt khe nhất định với sai lầm của cô, khi cho rằng với tư cách là một người hoạt động nghệ thuật thì Hoàng Thùy Linh cần phải biết giữ mình hơn, cũng như coi đây là lời cảnh tỉnh cho giới trẻ và các bậc phụ huynh nói chung.
Ben Stocking đã viết cho Associated Press bài báo với tựa đề: Internet sex scandal snares young TV star; rivets Vietnam, nơi tác giả đưa ra nhận xét rằng truyền thống về tình dục vẫn "ăn sâu" trong nhiều thế hệ tại Việt Nam, khi các cô gái được dạy phải "giữ gìn trinh tiết cho đến tận khi kết hôn" và chung thủy với người đàn ông "duy nhất". Ngoài ra, tác giả cũng so sánh vụ bê bối này với sự kiện phát tán băng video sex của Paris Hilton; nhưng thay vì nhanh chóng vụt sáng thành sao, tai tiếng từ clip sex của Hoàng Thùy Linh đã hủy hoại hoàn toàn hình tượng của cô, từ đó phản ánh về làn sóng Tây hóa đang du nhập vào Việt Nam với tốc độ "chóng mặt" khi kinh tế phát triển nhanh chóng và những quan niệm, lối sống mới từ đó ra đời.

### Chính phủ
Vào ngày 15 tháng 11 năm 2007, Thủ tướng Chính phủ Nguyễn Tấn Dũng đã chủ trì cuộc họp tại Văn phòng Chính phủ về chỉ đạo xử lý việc phát sóng chương trình Chia tay Vàng Anh của Đài Truyền hình Việt Nam. Trong đó, ông nghiêm khắc phê bình lãnh đạo nhà đài vì cho phát sóng chương trình không có tác dụng giáo dục, gây phản ứng trong dư luận và làm ảnh hưởng không tốt đến uy tín Đài Truyền hình quốc gia.

## Tác động
Các chương trình mà Hoàng Thùy Linh tham gia tại thời điểm vụ bê bối xảy ra đều phải chịu những ảnh hưởng nặng nề. Bộ phim Nhật ký Vàng Anh mà cô đang đóng vai chính buộc phải dừng phát sóng vô thời hạn dù ghi hình trước 35 tập và bị các đối tác tài trợ hủy hợp đồng. Chương trình Vui cùng Hugo sau đó đã loại Thùy Linh ra khỏi danh sách MC. Việc lưu trữ và phát tán "phim" Vàng Anh cũng trở thành vấn nạn suốt một thời gian dài. Rất nhiều người khi đó, chủ yếu là học sinh sinh viên ở tuổi vị thành niên, đã tò mò tìm xem clip tại các quán net. Thiếu tướng Nguyễn Đức Nhanh, người điều tra trực tiếp vụ án, trả lời với báo chí tại buổi họp báo liên quan đánh giá đây là một loại tội phạm mới, lần đầu tiên được khám phá, do đó quá trình điều tra rất khó khăn, thậm chí phải nhờ đến các chuyên gia an ninh mạng giúp đỡ. Ông còn cho biết chỉ trong hai ngày trước thời điểm phỏng vấn, công an đã truy quét và thu được hàng trăm đĩa "phim" Vàng Anh. Hậu sự việc, gia đình phía Việt Dart đã chủ động đến tận nhà Hoàng Thùy Linh xin lỗi và ngỏ lời đính hôn với cô.
Vào năm 2010, tờ CNN đã xếp vụ việc vào top 5 vụ bê bối tình dục hàng đầu châu Á. Báo Dân trí cũng xếp hạng video sex Vàng Anh vào vị trí thứ nhất trong số 9 video clip hot nhất tại Việt Nam năm 2007. The New York Times đánh giá vụ việc như là dấu chấm hết cho sự nghiệp của Hoàng Thùy Linh, nhưng coi đó là cơ hội để cô bắt đầu lại với một hình mẫu táo bạo và nóng bỏng. Bài báo đồng thời cho biết kể từ sau bê bối này, nhiều nữ diễn viên, nghệ sĩ Việt Nam đã trở nên mạnh dạn hơn trong việc đăng tải các hình ảnh gợi cảm và "thô tục", thách thức quan điểm của những người bảo thủ về mặt thẩm mỹ.
Dù phải nhận chỉ trích từ nhiều bên, Hoàng Thùy Linh đã sớm trở lại giới giải trí với tư cách là ca sĩ và cho ra mắt album đầu tay Hoàng Thùy Linh vào năm 2010. Tháng 3 năm 2018, cô xuất bản cuốn tự truyện dài 252 trang với tựa đề Vàng Anh & Phượng hoàng, trong đó tường thuật lại vụ việc theo góc nhìn cá nhân cũng như những nỗ lực của bản thân để trở lại con đường nghệ thuật. Quyển tự truyện là hoạt động nằm trong chuỗi chiến dịch "Vàng Anh và Phượng Hoàng", kỷ niệm 10 năm vào nghề của nữ diễn viên. Tại buổi họp báo sự kiện, Hoàng Thùy Linh đã thừa nhận quãng thời gian khó khăn của mình và cho biết "Tôi nợ Vàng Anh một lời xin lỗi".